# Кордова (Аљаска)
Кордоба (енгл. Cordova) град је у америчкој савезној држави Аљаска.

## Демографија
По попису из 2010. године број становника је 2.239, што је 215 (-8,8%) становника мање него 2000. године.
| Група             | 2000.         | 2010.         |
| Белци             | 1.718 (70,0%) | 1.530 (68,3%) |
| Афроамериканци    | 10 (0,4%)     | 10 (0,4%)     |
| Азијати           | 247 (10,1%)   | 244 (10,9%)   |
| Хиспаноамериканци | 75 (3,1%)     | 94 (4,2%)     |
| Укупно            | 2.454         | 2.239         |